# Börse Brügge
Die Börse Brügge (lateinisch: bursa Brugensis, niederländisch: Huis ter Beurze) war die erste Wertpapierbörse der Welt und wurde im 13. Jahrhundert in Brügge (im heutigen Belgien) gegründet.

## Geschichte

### Anfänge
Die Börse gehörte der Familie Van der Beurze. Händler und ausländische Kaufleute aus ganz Europa, insbesondere aus den italienischen Republiken Genua, Florenz und Venedig, trieben hier im Spätmittelalter ihre Geschäfte. Das von Robert van der Beurze als Gasthaus gegründete Gebäude war seit 1285 in Betrieb.

### Niedergang
Im 16. Jahrhundert übernahm Antwerpen die Rolle des Handelszentrums von Brügge. Die Börse von Antwerpen wurde 1531 als erste eigens errichtete Warenbörse der Welt eröffnet.